# Južna baptistička konvencija
Južna baptistička konvencija (engl. Southern Baptist Convention, SBC), također i Veliko poslanje baptista (Great Commission Baptists, GCB), kršćanska je denominacija sa sjedištem u Sjedinjenim Državama. To je najveća svjetska baptistička organizacija, najveća protestantska i druga po veličini kršćanska organizacija u Sjedinjenim Državama. SBC je kooperacija potpuno autonomnih, neovisnih crkava sa zajedničkim osnovnim uvjerenjima koja udružuju neke resurse za misije.